# Ingrid Carlberg
Ingrid Margareta Carlberg, (née le 30 novembre 1961) est une auteure et journaliste suédoise. Elle est élue à l'Académie suédoise le 13 octobre 2020, occupant le dernier poste vacant de l'académie,. Elle remplace Göran Malmqvist au fauteuil numéro 5,.
Elle est mariée à l'ancien homme politique suédois et ministre des Finances Pär Nuder (en). Le 1er juillet 2021, Carlberg est l'hôte d'été de P1.

## Œuvres choisies
- 2002 – Jag heter Rosalie, barnbok (Rabén & Sjögren)
- 2003 – Rosalie på djupt vatten, barnbok (Rabén & Sjögren)
- 2004 – Min frère Benjamin, ungdomsroman (Rabén & Sjögren)
- 2005 – Rosalies hemliga kompis, barnbok (Rabén & Sjögren)
- 2008 – Pillret, reportagebok om antidepressiva läkemedel (Norstedts)
- 2012 - "Det står ett rum här och väntar på dig ...": berättelsen om Raoul Wallenberg (Norstedts)
- 2019 − Nobel : den gåtfulle Alfred, hans värld och hans pris (Norstedts)